# Alemtuzumab
Alemtuzumab – humanizowane przeciwciało monoklonalne wytwarzane metodą rekombinacji DNA i skierowane przeciw glikoproteinie błony komórkowej CD52 o masie 21–28 kD. Alemtuzumab to przeciwciało IgG1 kappa zawierające regiony zmienne oraz stałe ludzkiego przeciwciała, a także regiony determinujące dopasowanie z mysiego (szczurzego) przeciwciała monoklonalnego. Przybliżona masa cząsteczkowa przeciwciała to 150 kD. 

## Wskazania
Alemtuzumab jest wskazany do stosowania u dorosłych pacjentów z aktywną rzutowo-remisyjną postacią stwardnienia rozsianego (RRMS) potwierdzoną przez objawy kliniczne lub wyniki diagnostyki obrazowej. Alemtuzumab – początkowo pod nazwą Campath, później MabCampath – został zarejestrowany przez FDA i EMA w 2001 roku i był stosowany w leczeniu pacjentów z przewlekłą białaczką limfocytową B-komórkową.
Alemtuzumab jest kwalifikowany jako lek pierwszego rzutu przez Europejską Agencję Leków do leczenia aktywnej, rzutowo-remisyjnej postaci stwardnienia rozsianego i w praktyce stosowany zarówno jako lek pierwszego i drugiego rzutu. Jako lek trzeciego rzutu  jest zarejestrowany przez amerykańską Agencję Żywności i Leków. Alemtuzumab w terapii RRMS stosuje się w modelu leczenia eskalacyjnego lub leczenia indukcyjnego W schemacie eskalacyjnym uwzględniane są wskazania i zalecana kolejność podawania leków. Leki stosowane w leczeniu modyfikującym przebieg choroby zostały podzielone na leki pierwszego, drugiego i trzeciego rzutu. Leczenie eskalacyjne rozpoczyna się od leku pierwszego rzutu (mniej skutecznego o lepszym profilu bezpieczeństwa). W razie niewystarczającej odpowiedzi pacjenta na leczenie przechodzi się na leki o silniejszym działaniu. W terapii indukcyjnej leczenie rozpoczyna się od leku immunosupresyjnego o wysokiej skuteczności, który ma wcześnie i radykalnie zahamować postęp choroby, a dopiero później wprowadza się leczenie podtrzymujące oparte na bardziej bezpiecznym leku.

## Mechanizm działania
Alemtuzumab wiąże się z antygenem CD52 obecnym w dużych ilościach na powierzchni limfocytów T (CD3+) oraz limfocytów B (CD19+), a także, w mniejszych ilościach, na powierzchni komórek NK, monocytów i makrofagów. Ilość antygenu CD52 na powierzchni neutrofilów, komórek plazmatycznych i komórek macierzystych szpiku kostnego jest niewielka lub niewykrywalna. Alemtuzumab działa przez lizę zależną od przeciwciał oraz lizę zależną od dopełniacza następujące po związaniu z powierzchnią limfocytów T oraz B. Alemtuzumab podaje się dożylnie w dawce 12 mg na dobę przez 5 dni, a następnie po 12 miesiącach w tej samej dawce przez 3 doby. Ze względu na sposób dawkowania co 12 miesięcy jest to typowe leczenie indukcyjne i jego skuteczność w leczeniu rzutowo-remisyjnej postaci stwardnienia rozsianego potwierdzono, wykazując zmniejszenie rocznego wskaźnika rzutów oraz redukcję ryzyka narastania niesprawności. 

## Częste działania niepożądane
- niedociśnienie tętnicze
- dreszcze
- sztywność mięśni
- gorączka
- zadyszka
- wysypka
- nudności
- pokrzywka
- wymioty
- zmęczenie
- duszność
- ból głowy
- świąd
- biegunka
- skurcz oskrzeli
- udar mózgu[4]
- uszkodzenie ściany tętnic domózgowych[4]

## Dalsze badania kliniczne
Trwają intensywne badania kliniczne alemtuzumab w stwardnieniu rozsianym, transplantacji (płuca, nerki, szpiku). Lek zalecany był również jako element leczenia uogólnionego chłoniaka skóry z limfocytów T (ziarniniak grzybiasty, zespół Sézary’ego).